# Alma River (Lyons River)
Der Alma River ist ein Fluss im Westen des australischen Bundesstaates Western Australia. Er liegt in der Region Gascoyne.

## Geografie
Der Fluss entspringt an den Two Peaks südlich der Barlee Range und fließt zunächst nach Südosten und dann nach Südwesten bis zu seiner Mündung in den Lyons River östlich der Siedlung Mangaroon.